# Lymantria bantaizana
Lymantria bantaizana este o specie de molii din genul Lymantria, familia Lymantriidae, descrisă de Matsumura 1933 Conform Catalogue of Life specia Lymantria bantaizana nu are subspecii cunoscute.